# NGC 2386
NGC 2386 je dvojna zvijezda u zviježđu Blizancima. 

## Vanjske poveznice
- SEDS: NGC 2386